# Digital Linear Tape

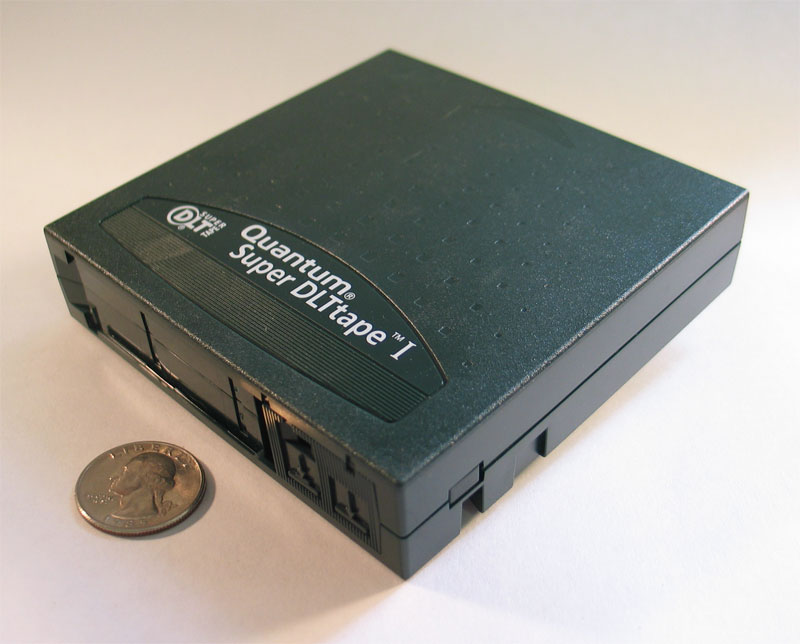
Un Cartucho Super DLT I

DLT (acrónimo para Digital Line Tape) és un tipo de cinta magnética desarrollado por la Digital Equipment Corporation en diciembre de 1984 (actualmente Hewlett-Packard). Está destinada sobre todo para su uso por parte de empresas y profesionales.

## Historia
DEC lanzó la unidad de cinta TK50 para el II MicroVAX y minicomputadoras PDP-11 en 1984. La TK50 fue sustituida en 1987 por la unidad TK70 de 48 pistas.
En 1989, el formato CompacTape III(más tarde DLTtape III) fue introducido, aumentando el número de pistas a 128 y con una capacidad de 2,6 GB. Posteriormente las unidades de la década de los 90 mejoró la densidad de los datos del cartucho DLTtape III, hasta 10 GB. El cartucho DLTtape IV fue introducido por Quantum en 1994, con un aumento en la longitud de la cinta y la densidad de los datos, ofreciendo inicialmente 20 GB por cinta. 
Super DLTtape, originalmente con una capacidad de hasta 110 GB, se puso en marcha en 2001.

## Tecnología
DLT utiliza grabación serpentina lineal con múltiples pistas de media pulgada (12,7 mm) de ancho. Los cartuchos contienen una única bobina y la cinta se extrae del cartucho por medio de una cinta de guía unido a la bobina de recogida en el interior de la unidad.
La velocidad de la cinta y la tensión son controlados electrónicamente por medio de los motores de carrete. La cinta es guiada por 4 a 6 cabezales que tocan sólo el lado posterior de la cinta. 
Una variante con alta capacidad de almacenamiento se llama Super DLT (SDLT). Una versión más barata fue inicialmente fabricada por Benchmark Storage Innovations. Quantum adquirió Benchmark en 2002.
Las cintas DLT/SDLT utilizan la tecnología de partículas de metal (MP) en cartuchos de ½” de alta capacidad, ofreciendo diferentes capacidades y compatibilidad de acuerdo a la generación DLT requerida.
La DLT usa una cinta linear en serpentina registrando la información en múltiples caminos con el tamaño total de 12.6 mm. Las SDLT añaden un sistema óptico de lectura servo que lee los patrones servo grabados en la cinta. La DLT7000 y la DLT8000 incluían un cabezal para el frente y para atrás para reducir la interferencia entre pistas adyacentes a través del azimuth; esto se llama Grabación con fase Simétrica.
Todas las unidades DLT poseen compatibilidad con hardware de compresión de datos. El factor de compresión de uso frecuente de 2:1 es optimista y por lo general sólo alcanzable para los datos de texto, un factor más realista para un sistema de archivos es 1.3:1 a 1.5:1.
En media, las cintas tienen una garantía de 30 años de retención de datos en determinadas condiciones ambientales, sin embargo se dañan fácilmente por uso indebido (caídas o embalaje inadecuado durante el transporte.)
Los fabricantes de cartuchos para el mercado DLT / SDLT son Fujifilm, Hitachi / Maxell y Imation. VStape es fabricado por Sony. Todas las demás empresas / marcas (incluso Quantum) son contratistas y / o distribuidores de estas empresas.
Una nueva convención de nomenclatura entró en vigor en 2005, llamando a la línea de actuación DLT-S y la línea de valor DLT-V.
DLT incluye Write Once Read Many (WORM).
En febrero de 2007, Quantum detuvo el desarrollo de las posteriores generaciones de unidades DLT (S5 y V5) después de la baja aceptación del mercado de las unidades S4 y V4, cambiando su estrategia de campaña hacia cintas LTO.

## Generaciones

### Drives
| Tipo              | Capacidad (GB) | Interface            | Tasa de transferencia (MB/s) | Data | Media     |
| ----------------- | -------------- | -------------------- | ---------------------------- | ---- | --------- |
| TK50/TZ30         | 0.1            | proprietary/SCSI     | 0.045                        | 1984 | CT I      |
| TK70              | 0.3            | proprietary          | 0.045                        | 1987 | CT II     |
| THZ01/DLT260/Tx85 | 2.6            | DSSI/SCSI            | 0.8                          | 1989 | DLT III   |
| THZ02/DLT600/Tx86 | 6              | DSSI/SCSI            | 0.8                          | 1991 | DLT III   |
| DLT2000/Tx87      | 10             | Fast SCSI-2          | 1.25                         | 1993 | DLT III   |
| DLT2000XT         | 15             | Fast SCSI-2          | 1.25                         | 1995 | DLT IIIXT |
| DLT4000/Tx88      | 20             | Fast SCSI-2          | 1.5                          | 1994 | DLT IV    |
| DLT7000/Tx89      | 35             | Fast/Wide SCSI-2     | 5                            | 1996 | DLT IV    |
| DLT8000           | 40             | Fast/Wide SCSI-2     | 6                            | 1999 | DLT IV    |
| SDLT 220          | 110            | Ultra-2              | 10                           | 1998 | SDLT I    |
| SDLT 320          | 160            | Ultra-2              | 16                           | 2002 | SDLT I    |
| SDLT 600          | 300            | Ultra-160/FC 2Gb     | 36                           | 2004 | SDLT II   |
| SDLT 600A         | 300            | GbE (FTP, HTTP)      | 36                           | 2005 | SDLT II   |
| DLT-S4            | 800            | Ultra-320/FC 4Gb/SAS | 60                           | 2006 | S4        |
| DLT-S5            | 1500?          |                      | 100?                         |      |           |
| Value line        |                |                      |                              |      |           |
| DLT1              | 40             | Fast/Wide SCSI-2     | 3                            | 1999 | DLT IV    |
| DLT-VS80          | 40             | Fast/Wide SCSI-2     | 3                            | 2001 | DLT IV    |
| DLT-VS160         | 80             | Ultra-2              | 8                            | 2003 | VS1       |
| DLT-V4            | 160            | Ultra-160/SATA       | 10                           | 2005 | VS1       |
| DLT-V5            | 250?           |                      | 18?                          |      |           |

### Media
| Nombre                  | Tipo       | Color       | Desarrollado por                       |
| ----------------------- | ---------- | ----------- | -------------------------------------- |
| CompacTape I            | 0.1        | Gray        | TK50/70                                |
| CompacTape II           | 0.3        | Gray        | TK70                                   |
| DLTtape III             | 2.6, 6, 10 | Light brown | DLT260/600, DLT2000/2000XT/4000/7000   |
| DLTtape IIIXT           | 15         | White       | DLT2000XT/4000/7000/8000               |
| DLTtape IV              | 20, 35, 40 | Dark brown  | DLT4000/7000/8000, SDLT220/320 (ro)    |
| Cleaning Tape III       | 20 cleans  | Beige       | DLT2000/2000XT/4000/7000/8000          |
| SDLTtape I              | 110, 160   | Dark green  | SDLT220/320, SDLT600 (ro), DLT-S4 (ro) |
| SDLTtape II             | 300        | Dark blue   | SDLT600, DLT-S4 (ro)                   |
| DLTtape S4              | 800        | Dark purple | DLT-S4                                 |
| SDLT Cleaning Tape      | 20 cleans  | Light gray  | SDLT220/320/600, DLT-S4                |
| DLTtape VS1             | 80, 160    | Ivory/Black | VS160, DLT-V4, SDLT600 (ro)            |
| DLT VS Cleaning Tape    | 20 cleans  | Brown       | DLT1, DLT-VS80                         |
| DLT VS160 Cleaning Tape | 20 cleans  | Light gray  | DLT-VS160, DLT-V4                      |

### Normas
- ECMA 197 Especificações da DLT 2.
- ECMA 209 Especificações da DLT 3.
- ECMA 231 Especificações da DLT 4.
- ECMA 258 Especificações da DLT 3-XT.
- ECMA 259 Especificações da DLT 5.
- ECMA 286 Especificações da DLT 6.
- ECMA 320 Especificações da SDLT-1.

- Datos: Q1224765
- Multimedia: Digital Linear Tape / Q1224765